# Seychelles en los Juegos Paralímpicos
Seychelles en los Juegos Paralímpicos está representada por la Asociación Paralímpica de Seychelles, miembro del Comité Paralímpico Internacional.
Ha participado en dos ediciones de los Juegos Paralímpicos de Verano, su primera presencia tuvo lugar en Barcelona 1992. El equipo paralímpico no ha obtenido ninguna medalla en las ediciones de verano.
En los Juegos Paralímpicos de Invierno Seychelles no ha participado en ninguna edición.

## Medallero

### Por edición
Juegos Paralímpicos de Verano
| Evento              | Oro | Plata | Bronce | Total |
| ------------------- | --- | ----- | ------ | ----- |
| Barcelona 1992      | 0   | 0     | 0      | 0     |
| 1996 – 2012         | –   | –     | –      | –     |
| Río de Janeiro 2016 | 0   | 0     | 0      | 0     |
| Tokio 2020          | –   | –     | –      | –     |
| París 2024          | –   | –     | –      | –     |
| TOTAL               | 0   | 0     | 0      | 0     |